# Дівчинка-квіткарка
Дівчинка-квіткарка (англ. Flower girl) — вираз, що стосується молодих дівчат, які розкидають пелюстки квітів по проходу між рядами в церкві під час весільної церемонії. Проте, цей вираз також може стосуватися тих дівчат, які продають квіти, наприклад, як вигаданий персонаж Еліза Дулітл.

## На весіллях

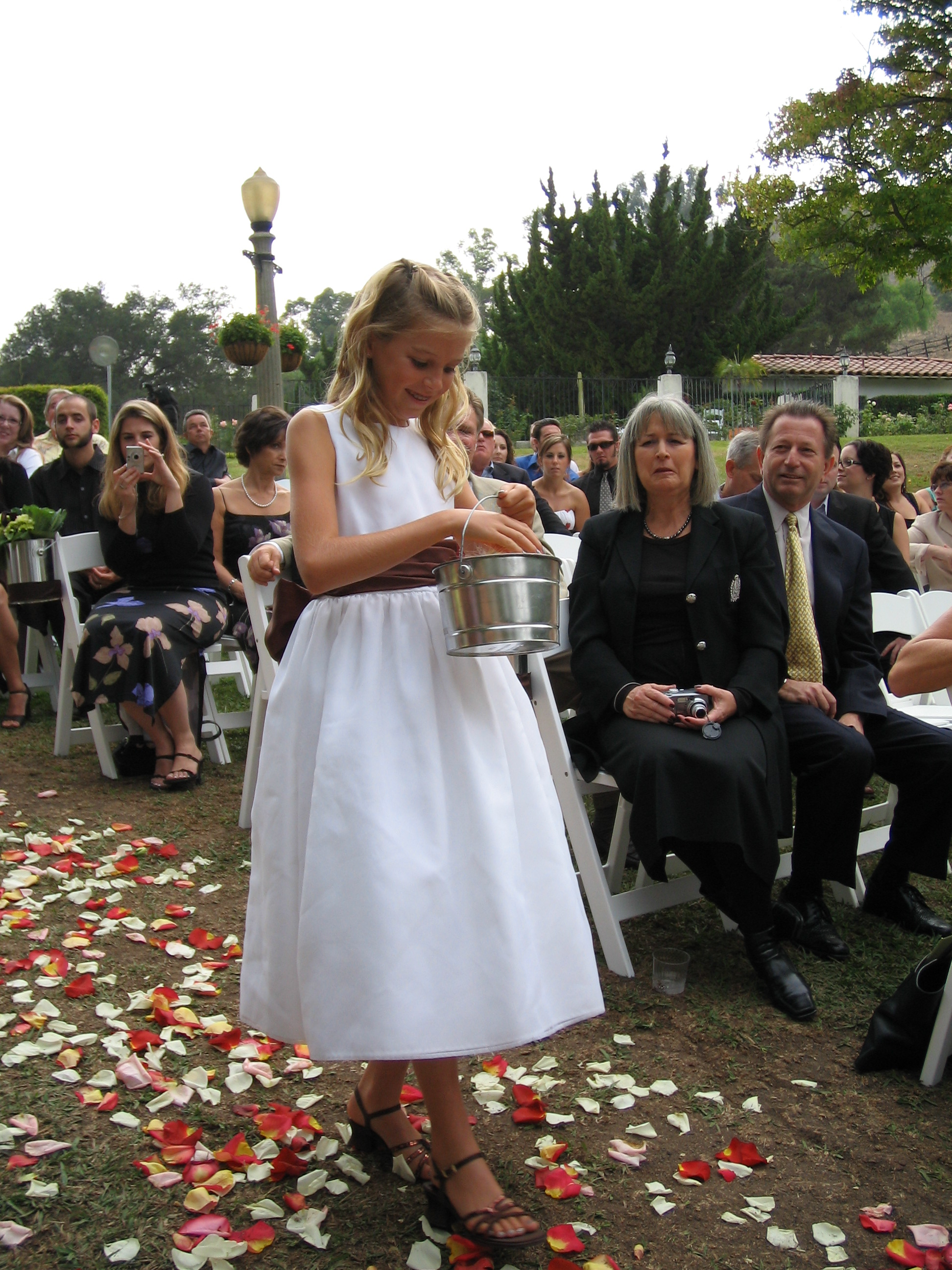
Квіткова дівчина на весіллі

На весіллі дівчата-квіткарки є гостем з боку нареченої або нареченого з розширеної сім'ї чи є другом сім'ї і, як правило, це дівчата від трьох до десяти років. Під час весільних церемонії дівчинка-квіткарка йде зі своїм партнером, який тримає обручки для наречених або хлопчиком-пажем.

### Призначення
Дівчинка-квіткарка зазвичай йде перед нареченою розкидаючи пелюстки квітів, але в деяких місцях це робити не дозволяється.
ЇЇ одяг нагадує зменшену копію сукні нареченої. Традиційно, одяг для дівчинки-квіткарки надавали сім'ї нареченого і нареченої; Проте зараз, більшість молодят хочуть, щоб батьки квіткарки заплатили за одяг дівчинки та інші витрати пов'язані з нею.

### Символізм
Молодята хочуть на весілля дівчинку-квіткарку для того, щоб вона розкидала пелюстки квітів між рядами. Вона символічно веде наречену вперед від дитинства до дорослого життя, від невинності до її ролі нареченої та матері. Квіткарка слідує фрейліні, і може нести загорнуті цукерки, конфеті, гілку цвіту, композицію з квітів та кульки замість пелюсток.
Квіткарка може символізувати невинність нареченої, бо дівчинка, як правило, одягнена так само. Вона також може уособлювати бажання молодят створити свою сім'ю та виховати дитину.

## Історія
Багато століть тому, пари часто одружувались не через кохання, а з політичних причин. Шлюби були організовані батьками. Наречений і наречена не знали один одного до весілля. Так як продовження роду було основною метою шлюбу, народити дитину було проблемою для молодят. Дівчата-квіткарки робили букети з пшениці та різних трав як символ благословення на продовження роду та добробуту в сім'ї. В сучасній Америці, ці символи родючості були замінені квітами або пелюстками квітів.

### Римська імперія і епоха Відродження
У Римській імперії квіткаркою була молода незаймана дівчина, яка під час весільної церемонії несла сніп пшениці, вважалося, що це принесе добробут для нареченого і нареченої. В епоху Відродження вірили, що часник відлякує злих духів, тому дівчинка-квіткарка несла в руках пучки часнику.

### Єлизаветська епоха
В Єлизаветську епоху гості розкидали пелюстки квітів від будинку нареченої до церкви. Під час весільної церемонії квіткарки йшли за музикантами несучи позолочену гілку розмарину і срібну чашу нареченої, яка була прикрашена стрічками. Зазвичай у чаші були пелюстки квітів або листя розмарину, чаша була альтернативою до кошика. Інші альтернативні варіанти включали маленьку гілку розмарину, яка використовувалася як солодкий букет, або невеликий квітковий букет, що містить в собі гілочки свіжого розмарину.

### Вікторіанська епоха
Вікторіанська дівчина-квіткарка найбільш схожа до сучасної Квіткарки і була традиційно одягнена в білу сукню, деколи навіть з атласною або шовковою стрічкою. Її муслінова сукня була навмисно зшита просто, для того щоб її можна було вдягнути в майбутньому. Вікторіанська квіткарка несла пишний кошик з квітами або іноді квітковий обруч, його форма є безкінечною, а це символізує те, що любов не має кінця.

### Королівський вплив
У Західній Європі традиції на весіллях у дітей слуг не обмежувалися тільки дівчинкою-квіткаркою і хлопчиком, який зберігає обручки, а продовжувалися протягом усього весілля. Традиція розкидання пелюсток дівчинкою-квіткаркою спостерігається на королівських та суспільних весілля по всьому світу.